# Memphis (Indiana)
Memphis és una concentració de població designada pel cens dels Estats Units a l'estat d'Indiana. Segons el cens del 2000 tenia 400 habitants.

## Demografia
Segons el cens del 2000, Memphis tenia 400 habitants, 157 habitatges, i 121 famílies. La densitat de població era de 61,8 habitants/km².
Dels 157 habitatges en un 29,3% hi vivien nens de menys de 18 anys, en un 56,7% hi vivien parelles casades, en un 14,6% dones solteres, i en un 22,3% no eren unitats familiars. En el 19,1% dels habitatges hi vivien persones soles el 8,3% de les quals corresponia a persones de 65 anys o més que vivien soles. El nombre mitjà de persones vivint en cada habitatge era de 2,55 i el nombre mitjà de persones que vivien en cada família era de 2,89.
Per edats la població es repartia de la següent manera: un 23% tenia menys de 18 anys, un 9% entre 18 i 24, un 28% entre 25 i 44, un 26,8% de 45 a 60 i un 13,3% 65 anys o més.
L'edat mediana era de 39 anys. Per cada 100 dones de 18 o més anys hi havia 87,8 homes.
La renda mediana per habitatge era de 35.658 $ i la renda mediana per família de 41.528 $. Els homes tenien una renda mediana de 31.250 $ mentre que les dones 24.688 $. La renda per capita de la població era de 20.054 $. Entorn del 5,9% de les famílies i el 5,9% de la població estaven per davall del llindar de pobresa.

## Poblacions més properes
El següent diagrama mostra les poblacions més properes.